# ماثيو ماهر
ماثيو ماهر (بالإنجليزية: Matthew Maher)‏ (13 أبريل 1984 في الولايات المتحدة - ) هو لاعب كرة قدم أمريكي في مركز الدفاع. لعب مع نادي شمال كارولاينا وOcean City Nor'easters ‏ وفيلادلفيا كيكس ‏.

## وصلات خارجية
- ماثيو ماهر على موقع قاعدة بيانات كرة القدم.إي يو (الإنجليزية)